# Modulação por amplitude de pulso

Princípio do PAM: (1) sinal original, (2) sinal PAM, (a) amplitude do sinal, (b) tempo

A modulação por amplitude de pulso (PAM) é uma forma de modulação de sinal em que a informação da mensagem é codificada na amplitude de uma série de pulsos de sinal. É um esquema de modulação de pulso analógico no qual as amplitudes de um trem de pulsos portadores variam de acordo com o valor de amostra do sinal de mensagem. A demodulação é realizada detectando o nível de amplitude da portadora em cada período.

## Tipos
Existem dois tipos de modulação de amplitude de pulso:
- No PAM de polaridade única, uma polarização CC fixa adequada é adicionada ao sinal para garantir que todos os pulsos sejam positivos.
- No PAM de dupla polaridade, os pulsos são positivos e negativos.

A modulação por amplitude de pulso é amplamente usada na modulação da transmissão de sinal de dados digitais, com aplicações não banda base sendo amplamente substituídas pela modulação por código de pulso e, mais recentemente, pela modulação por posição de pulso.
O número de amplitudes de pulso possíveis no PAM analógico é teoricamente infinito. O PAM digital reduz o número de amplitudes de pulso a uma potência de dois. Por exemplo, no PAM de 4 níveis existem {\displaystyle 2^{2}} possíveis amplitudes discretas de pulso; no PAM de 8 níveis existem {\displaystyle 2^{3}} possíveis amplitudes discretas de pulso; e no PAM de 16 níveis existem {\displaystyle 2^{4}} possíveis amplitudes discretas de pulso.

## Usos

### Ethernet
Algumas versões do padrão de comunicação Ethernet são um exemplo de uso do PAM. Em particular, o padrão 100BASE-T4 e BroadR-Reach Ethernet usa modulação PAM de três níveis (PAM-3), enquanto 1000BASE-T Gigabit Ethernet usa modulação PAM-5 de cinco níveis e 10GBASE-T 10 Gigabit A Ethernet usa uma versão Tomlinson-Harashima Precoded (THP) da modulação de amplitude de pulso com 16 níveis discretos (PAM-16), codificada em um padrão quadridimensional conhecido como DSQ128. 25 Gigabit Ethernet e algumas variantes de cobre de 100 Gigabit Ethernet e 200 Gigabit Ethernet usam modulação PAM-4.

### GDDR6X
GDDR6X, desenvolvido pela Micron e Nvidia e usado pela primeira vez nas placas gráficas Nvidia RTX 3080 e 3090, usa a sinalização PAM4 para transmitir 2 bits por ciclo de clock sem ter que recorrer a frequências mais altas ou dois canais ou pistas com transmissores e receptores associados, o que pode aumentar o consumo e o custo de energia ou espaço. Frequências mais altas requerem maior largura de banda, o que é um problema significativo além de 28 GHz ao tentar transmitir através do cobre. O PAM4 custa mais para implementar do que a codificação NRZ (sem retorno a zero, PAM2) anterior, em parte porque requer mais espaço em circuitos integrados e é mais suscetível a problemas de SNR (relação sinal-ruído).

### PCI Express
O PCI Express 6.0 introduziu o uso do PAM.

### Fotobiologia
O conceito também é usado para o estudo da fotossíntese usando um instrumento especializado que envolve uma medida espectrofluormétrica da cinética de aumento e decaimento da fluorescência na antena coletora de luz das membranas tilacóides, consultando assim vários aspectos do estado dos fotossistemas sob diferentes condições ambientais. Ao contrário das medições tradicionais de fluorescência de clorofila adaptadas ao escuro, os dispositivos de fluorescência de amplitude de pulso permitem medições sob condições de luz ambiente, o que tornou as medições significativamente mais versáteis.

### Drivers eletrônicos para iluminação LED
A modulação por amplitude de pulso também foi desenvolvida para o controle de diodos emissores de luz (LEDs), especialmente para aplicações de iluminação. Os drivers de LED baseados na técnica PAM oferecem maior eficiência energética em relação aos sistemas baseados em outras técnicas comuns de modulação de driver, como a modulação por largura de pulso (PWM), pois a corrente direta que passa por um LED é relativa à intensidade da saída de luz e a eficiência do LED aumenta à medida que a corrente direta é reduzida.
Os drivers de LED de modulação de amplitude de pulso são capazes de sincronizar pulsos em vários canais de LED para permitir a correspondência de cores perfeita. Devido à natureza inerente do PAM em conjunto com a rápida velocidade de comutação dos LEDs, é possível usar a iluminação LED como meio de transmissão de dados sem fio em alta velocidade.

### Televisão digital
Os padrões do North American Advanced Television Systems Committee para televisão digital usam uma forma de PAM para transmitir os dados que compõem o sinal de televisão. Este sistema, conhecido como 8VSB, é baseado em um PAM de oito níveis. Ele usa processamento adicional para suprimir uma banda lateral e, assim, fazer uso mais eficiente da largura de banda limitada. Usando uma única alocação de canal de 6 MHz, conforme definido no padrão analógico NTSC anterior, o 8VSB é capaz de transmitir 32 Mbit/s. Depois de contabilizar os códigos de correção de erros e outras sobrecargas, a taxa de dados no sinal é de 19,39 Mbit/s.